# Gold Dust Woman (Fleetwood Mac)
Gold Dust Woman è un brano musicale dei Fleetwood Mac, tratto dall'album Rumours e composto da Stevie Nicks.

## Storia e significato
La registrazione scelta per l'uscita dell'album Rumors del 1977 è stata effettuata alle quattro del mattino, dopo una lunga notte di tentativi in studio. Durante la versione finale, Stevie Nicks si era avvolta la testa con una sciarpa nera, offuscando i propri sensi per attingere a ricordi ed emozioni.
Per creare effetti audio sulla voce, Mick Fleetwood ha frantumato lastre di vetro davanti ai microfoni:
La musica ha una impronta free jazz, nell’accompagnamento sono presenti un harpsicord, un dobro, una chitarra elettrica Fender Stratocaster e una chitarra acustica suonata utilizzando plettri a cono di metallo.
La canzone è tra le più tipiche dello stile di Stevie Nicks come autrice per i Fleetwood Mac, insieme a Rhiannon, Dreams e Gypsy. Nell’edizione Deluxe del 2004 di Rumours sono inclusi due demo, uno dei quali contiene una coda che in seguito sarebbe diventata If You Ever Did Believe registrata nel 1997 insieme a Sheryl Crow e inclusa nella colonna sonora del film Amori & incantesimi di Griffin Dunne.
Gold Dust Woman esce come lato B del singolo You Make Loving Fun negli Stati Uniti, e di Don't Stop nel Regno Unito.
Il titolo della canzone, Gold Dust Woman, deriva da Gold Dust Lane, una strada di Wickenburg, in Arizona, dove Nicks aveva trascorso del tempo da bambina.
Il testo si riferisce alle difficoltà incontrate dall’autrice con lo “stile rock” nella vita a Los Angeles, che le aveva causato una dipendenza da cocaina..

## Musicisti
- Stevie Nicks – voce
- Lindsey Buckingham – chitarre, dobro, coro
- Mick Fleetwood – batteria, cowbell, clavicembalo elettronico, effetti sonori
- Christine McVie – Fender Rhodes, coro
- John McVie – basso